# Prosthechea citrina
Prosthechea citrina es una orquídea epífita nativa del Centro y Sur de México. Florece durante Semana Santa. 

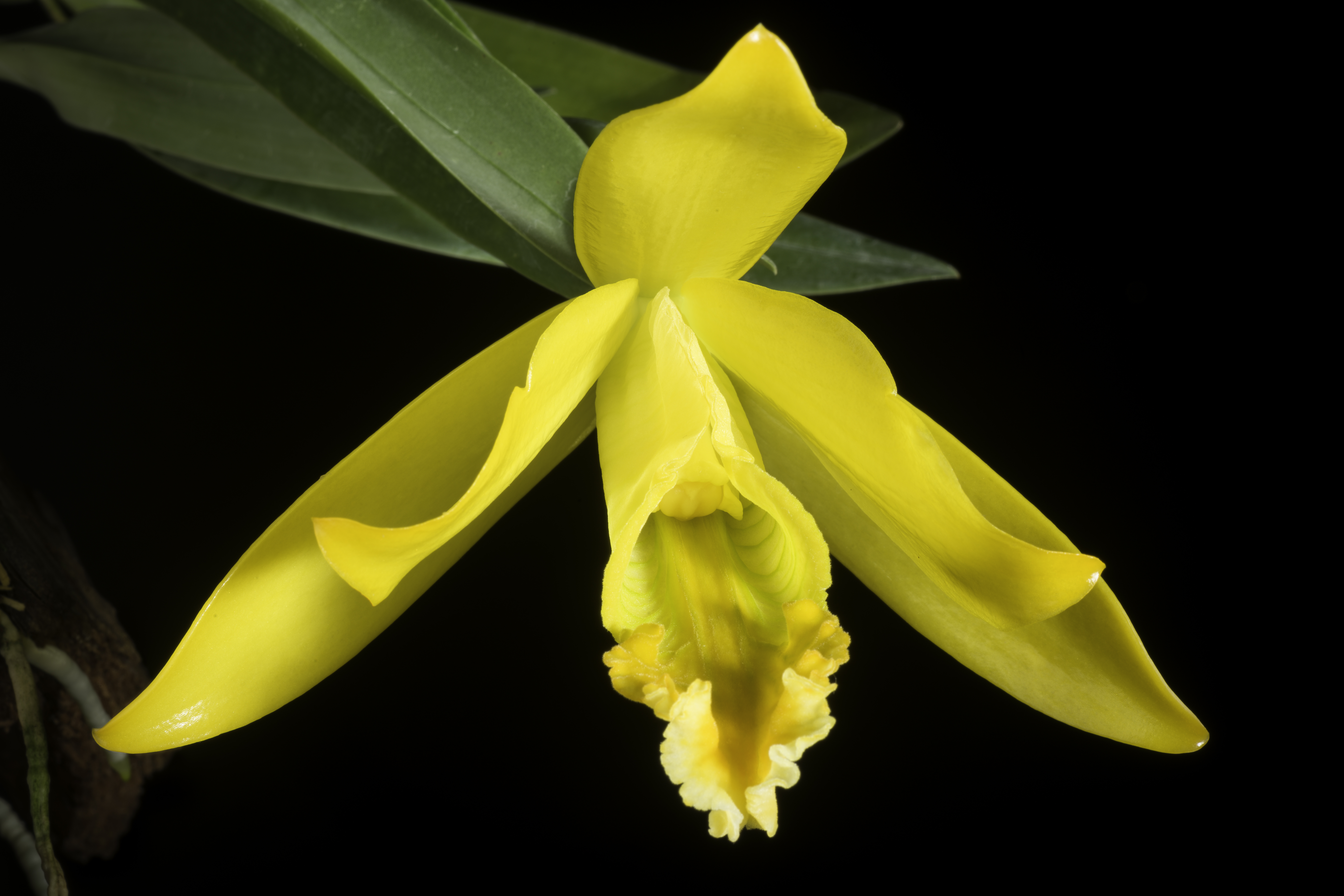
Flor

## Distribución y hábitat
P. citrina es una epífita endémica de México y crece entre los 1300 y 2000 metros de altura sobre encinares secos. Se encuentra en los estados mexicanos de San Luis Potosí, Hidalgo, Oaxaca, Puebla, Guerrero, y Michoacán, entre otros. Habita bosques de pino-encino o encinares secos y cálidos y crece casi exclusivamente sobre los encinos. Tolera mucho el calor y la sequía, y por lo tanto es muy común en áreas secas como la Mixteca.  

## Usos
Es muy popular su uso como flor decorativa durante Semana Santa, y se encuentra fácilmente en mercados en las regiones en que crece durante su temporada. Lamentablemente, su popularidad como flor decorativa contribuye a su recolección de los encinares. En algunas regiones ya es raro encontrar una planta silvestre aunque es muy fácil encontrar ejemplares cultivados en los patios. 

### En medicina tradicional
También se dice que cura la disentería, y que se puede usar para preparar catplasmas. Antiguamente los bulbos de P. citrina se usaban para extraer tzauhtli, un pegamento usado para el arte de la plumería.[cita requerida]
En la mixteca se infusionan los pétalos en agua para preparar "Agua de Gloria", un agua aromática usada en las procesiones del Sábado de Gloria.

### Particularidades
Para lograr un mayor crecimiento de la planta, se recomienda cultivar en bloques para mantener las condiciones óptimas de calidez. Esta epífita tiene la característica de crecer colgante.  

## Taxonomía
Prosthechea citrina fue descrita por (Lex.) W.E.Higgins y publicado en Phytologia 82(5): 377. 1997[1998].
Etimología
Prosthechea: nombre genérico que deriva de las palabras griegas: prostheke (apéndice), en referencia al apéndice en la parte posterior de la columna.
citrina: epíteto latíno que significa "con color de limón, citrina"
Sinonimia
- Sobralia citrina Lex. in P.de La Llave & J.M.de Lexarza, Nov. Veg. Descr. 2(Orchid. Opusc.): 21 (1825).
- Cattleya citrina (Lex.) Lindl., Coll. Bot.: t. 37 (1826).
- Epidendrum citrinum (Lex.) Rchb.f. in W.G.Walpers, Ann. Bot. Syst. 6: 317 (1861).
- Encyclia citrina (Lex.) Dressler, Brittonia 13: 264 (1961).
- Euchile citrina (Lex.) Withner, Cattleyas & Relatives 5: 138 (1998).
- Cattleya sulfurina Lem., Ill. Hort. 1(Misc.): 2 (1854).[4][2]

## Nombre común
En México se conoce popularmente como limoncillo, aurorica, monjita.[cita requerida]